# Meloidodera charis
Meloidodera charis är en rundmaskart. Meloidodera charis ingår i släktet Meloidodera och familjen Heteroderidae. Inga underarter finns listade i Catalogue of Life.